# El Chombo
Rodney Sebastian Clark Donalds (Ciudad de Panamá, 27 de noviembre de 1969), más conocido por su nombre artístico El Chombo, es un productor discográfico, DJ, compositor, locutor, influencer e historiador musical panameño.
Es conocido por ser el productor de la célebre serie de discos Cuentos de la cripta, en donde produjo canciones como «El gato volador», «Chacarrón» y «Dame tu cosita», los cuales lograron entrar en diferentes listas y radios de América, además de hacerse virales en Internet. También realiza videos educativos e informativos sobre música en sus redes sociales, bajo la marca de Te lo dijo el Chombo.

## Biografía
Comenzó a interesarse en la música desde temprana edad y descubrió su habilidad para modificar canciones, y como resultado adopta el nombre de El Chombo como nombre artístico, palabra que designa a una persona de origen afroantillano de habla inglesa en Panamá. 
A sus 16 años, empezó a realizar mezclas en las discos, mientras trabajaba para una estación de radio panameña, con lo que desarrolló la habilidad de producir canciones y crear nuevos ritmos, por lo que mientras trabajaba como DJ fue escogido para producir la versión en español de la canción «Perfidia», del jamaiquino Likke Wicked.

## Carrera musical

### 1994–2004: Comienzos
Debutó en 1994 con la canción «Con quién estarás», del cantante Gringo Man (Omar Pacheco, no confundir con Jaime Davidson, conocido actualmente como Gringo El Original), el cual se basó en una versión en español de la canción «Perfidia» de Likkle Wicked y con el que debutó como productor musical. En los siguientes años participó en las compilaciones Spanish Oil en 1995, Spanish Oil 2 en 1996, y así con las siguientes secuelas de los siguientes años.
Lanzó su primer álbum de estudio, titulado Los cuentos de la cripta, en colaboración con D.J. Negro de Puerto Rico, seguido de la segunda edición, Los cuentos de la cripta 2, los cuales fueron publicados durante 1997 y con el cual saltó a la fama definitivamente.(En ambas producciones también estuvieron presentes cantantes de la escena boricua, como es el caso de Felito, quien realiza la intro de "Ahh, bienvenidos a la cripta"). Participó en las producciones tituladas La Mafia en 1998 y La Mafia 2 en 1999, en las cuales trabajo como productor y apareció como la cara de los discos.
En 1999, publicó su tercer álbum de estudio, Los cuentos de la cripta 3, el cual contó con la canción «El gato volador», la cual  tuvo un video musical. En 2000, comenzó a lanzar reediciones de sus producciones Los cuentos de la cripta, así como nuevas ediciones de remixs, entre ellas Los cuentos de la cripta: Remixes en 2001.
Lanzó su cuarto álbum de estudio titulado Los cuentos de la cripta 4, el cual contó con varias colaboraciones y participó en la producción de la canción «Papi chulo... te traigo el mmm» de Lorna, trabajos que fueron publicados en 2003. En 2004, publicó Los cuentos de la cripta: Platinum, el cual contó con 20 canciones y diferentes colaboraciones.

### 2005–2015: Colaboraciones
En 2005, publicó la canción «Chacarrón», la cual fue viral en Internet debido a su lenguaje poco entendible al espectador, y como resultado se publicó la versión CD en 2006, la cual ayudó a posicionarse en varias listas de Latinoamérica. Desde este momento, a pesar de su buen reconocimiento como productor, decidió introducirse como locutor, por lo que desarrolló un gran cambio en su voz, con el que se caracterizaría tiempo después. A pesar de todo, continúo como productor musical en diferentes colaboraciones de cantantes panameños, pero un poco alejado del mismo.
Trabajó con el productor Andy Van A, de manera que ambos fundaron su propio sello, llamado NRG o Energy Music, en donde también trabajaba el productor Predikador, pero luego surgieron diferencias entre Andy Van A y El Chombo, por lo que la sociedad se disolvería, y Predikador comenzaría a trabajar de manera independiente. Publicó el sencillo «Te viniste» en 2010, en el cual El Chombo intervino no solo en la producción musical, sino que también aportando su voz a lo largo del tema, la cual también se hizo viral.

### 2016–presente:Te lo dijo el Chombo
En 2016, comenzó a subir videos cortos de 15 segundos en Instagram hablando con su peculiar voz y muchos fanáticos del mismo se lo hicieron saber, por lo que en 2017 empezaría a subir videos más largos donde al principio hablaba sobre temas pocos peculiares de su posterior contenido, por ejemplo, hacer video comedias, hasta que a finales de 2017 publicó un video en donde explicaba el significado de la palabra dembow, el cual se hizo viral y como resultado empezó a crear contenido relacionado.
Para principios de 2018, el artista volvió al centro de atención debido a un reto viral donde precisaban su canción «El Cosita (Mix)», la cual fue renombrada «Dame tu cosita» y lanzada por la discográfica Ultra Music; dicha versión alcanzó la posición #1 en el Top Latin Chart de Billboard. En 2019, comenzó a publicar sus videos en YouTube y Facebook, utilizando para el primero el canal #TeLoDijoElChombo, el cual era un hashtag muy usado en sus videos, y a base de esto creó un club de fans sobre la historia y cultura musical latinoamericana.
En febrero de 2022, anunció su próximo álbum titulado Los cuentos de la cripta, parte 1000, del cual se extrae su primer sencillo promocional «La estaca».
Actualmente figura como uno de los demandados en la querella masiva interpuesta por Steely & Clevie en Estados Unidos por un aparente uso ilegal del patrón rítmico base del reggaetón (bautizado por Clark como "tumpa-tumpa"), la cual aún se encuentra pendiente de resolver. 

## Discografía

### Álbumes de estudio
- 1996: Los cuentos de la cripta
- 1997: Los cuentos de la cripta 2
- 1999: Los cuentos de la cripta 3
- 2003: Los cuentos de la cripta 4
- TBA: Los cuentos de la cripta, parte 1000

## Nominaciones
| Año  | Premio                   | Categoría                          | Nominación a             | Resultado | Ref.   |
| ---- | ------------------------ | ---------------------------------- | ------------------------ | --------- | ------ |
| 2018 | MTV Millennial Awards    | Bomba viral                        | Dame tu cosita Challenge | Nominado  | [ 24 ] |
| 2021 | Premios Heat Latin Music | Influencer del año                 | Él mismo                 | Nominado  | [ 25 ] |
| 2022 | Premios Heat Latin Music | Influencer del año                 | Él mismo                 | Nominado  | [ 26 ] |
| 2023 | Premios Heat Latin Music | Mejor contenido plataforma musical | Él mismo                 | Pendiente | [ 27 ] |